# 湯沢町議会
湯沢町議会（ゆざわまちぎかい）は、新潟県湯沢町に設置されている地方議会（合議制）である。1955年〈昭和30年）の町制施行に伴い設置された。

## 概要

### 任期
4年

### 定数
12人

### 所在地
新潟県南魚沼郡湯沢町大字神立300番地
湯沢町役場本庁舎3階

### 委員会[4]
運営委員会
- 議会運営委員会（定数6名）
  - 円滑な議会運営を図るため、議会運営の全般について協議し、議案の審議・審査方法の決定、並びに議会の会議規則・委員会条例・議長の諮問等に関する調査と関係する議案、及び請願等の審査・調査。

常任委員会
- 総務文教常任委員会(定数8人)
  - 総務課、子育て教育部、議会事務局、選挙管理委員会、監査委員、固定資産評価審査委員会、及び他の常任委員会に属さない事務に関すること。
- 生活福祉常任委員会（定数8名）
  - 税務町民部及び健康福祉部に関すること。
- 産業建設常任委員会(定数8人)
  - 地域整備部、産業観光部、農業委員会に関すること。
- 議会広報常任委員会（定数6名）
  - 議会の広報に関すること。

| 委員会名               | 定数 | 委員長   | 副委員長   | 議員名                                               |
| ---------------------- | ---- | -------- | ---------- | ---------------------------------------------------- |
| 議会運営委員会         | 6    | 高橋政喜 | 岸野雅人   | 南雲あや子、渡辺千恵、南雲好幸、並木利彦、           |
| 総務文教常任委員会     | 8    | 渡辺千恵 | 南雲好幸   | 飯田正義、水谷幸乃、南雲あや子、田村計久             |
| 生活福祉福祉常任委員会 | 8    | 南雲好幸 | 南雲あや子 | 水谷幸乃、並木利彦、高橋政喜、岸野雅人、宮田眞理子   |
| 産業建設常任委員会     | 8    | 並木利彦 | 飯田正義   | 渡辺千恵、高橋政喜、岸野雅人、宮田眞理子、田村計久、 |
| 議会広報常任委員会     | 6    | 南雲好幸 | 水谷幸乃   | 飯田正義、南雲あや子、渡辺千恵、並木利彦             |

### 定例会
- 3月
- 6月
- 9月
- 12月

### 事務局
- 議会事務局

## 議員報酬と政務活動費
議員報酬
| 役職           | 報酬             |
| -------------- | ---------------- |
| 議長           | 月額 28万8,000円 |
| 副議長         | 月額 23万6,000円 |
| 常任委員長     | 月額 22万1,000円 |
| 議会運営委員長 | 月額 22万1,000円 |
| 議員           | 月額 21万3,000円 |

- 上記のほかに期末手当が支給される[7]。

政務活動費
- 議員1人当たり：月額5,000円[8]